# Monte Scorluzzo
De Monte Scorluzzo is een 3095 meter hoge berg in op de grens van de Noord-Italiaanse regio's Lombardije en Trentino-Alto Adige.
De berg verrijst ten zuiden van de Stelviopas en behoort hierdoor tot de makkelijkst te beklimmen drieduizenders van de Alpen. Ten oosten van de berg ligt de Platigliolepas (2908 m) die de scheiding vormt met het Ortlermassief.
Vanaf de top heeft men uitzicht op de vergletsjerde toppen van het Berninamassief, het Ortlermassief met de nabije Monte Cristallo en de Weißkugel (Palla Bianca) op de grens met Oostenrijk. Aan de noordzijde zijn in de diepte de kronkelende wegen van de Stelviopas en Umbrailpas en enkele kleine bergmeren te zien.
De Monte Scorluzzo was gedurende de Eerste Wereldoorlog een belangrijk strategisch punt aangezien de grens Italië-Oostenrijk-Hongarije over de top liep. De berg was in Italiaanse handen tot deze op 4 juni 1915 door het Oostenrijk-Hongaarseleger veroverd werd. Op en rondom de top herinneren uitgekapte schuilplaatsen en loopgraven nog aan deze periode. In het gebied zijn op diverse plaatsen informatieborden geplaatst en wit-rood-groen gemarkeerde wandelingen uitgezet die langs deze plaatsen voeren.